# Società Sportiva Vis Pesaro 1966-1967
Questa voce raccoglie le informazioni riguardanti la Società Sportiva Vis Pesaro nelle competizioni ufficiali della stagione 1966-1967.

## Rosa
| N. |                   | Ruolo | Calciatore         |
| -- | ----------------- | ----- | ------------------ |
|    | Italia (bandiera) | C     | Paolo Balducci     |
|    | Italia (bandiera) | D     | Massimo Bei        |
|    | Italia (bandiera) | D     | Aldo Belfanti      |
|    | Italia (bandiera) | C     | Giorgio Bernardis  |
|    | Italia (bandiera) | C     | Maurizio Bianchi   |
|    | Italia (bandiera) | C     | Italo Castellani   |
|    | Italia (bandiera) | A     | Gabriele Ceccolini |
|    | Italia (bandiera) | C     | Rino Comizzi       |
|    | Italia (bandiera) | C     | Maurizio Eusebi    |
|    | Italia (bandiera) |       | Galeotti           |
|    | Italia (bandiera) | D     | Dino Landini       |

| N. |                   | Ruolo | Calciatore             |
| -- | ----------------- | ----- | ---------------------- |
|    | Italia (bandiera) | A     | Giovanni La Volpicella |
|    | Italia (bandiera) | D     | Amerigo Ludovisi       |
|    | Italia (bandiera) | C     | Giuseppe Mattei        |
|    | Italia (bandiera) | D     | Benito Menegozzo       |
|    | Italia (bandiera) | A     | Aldo Paoloni           |
|    | Italia (bandiera) | C     | Luigi Recchia          |
|    | Italia (bandiera) | D     | Danilo Romani          |
|    | Italia (bandiera) | C     | Edilio Salvini         |
|    | Italia (bandiera) | A     | Giuseppe Scarpa        |
|    | Italia (bandiera) | C     | Sebastiano Ugolini     |
|    | Italia (bandiera) | P     | Giordano Venturelli    |